# Aploschema angulataria
Aploschema angulataria är en fjärilsart som beskrevs av Achille Guenée 1857. Aploschema angulataria ingår i släktet Aploschema och familjen Uraniidae. Inga underarter finns listade i Catalogue of Life.